# Persone di cognome Blake
| Questa pagina contiene informazioni ricavate automaticamente dalle voci biografiche con l'ausilio del template Bio e di un bot. L'aggiornamento è periodico e automatico e ricostruisce completamente la pagina. Se manca una persona in questa lista, sei pregato di non aggiungerla, ma accertati piuttosto che la sua voce biografica contenga il template Bio e che i dati anagrafici siano correttamente compilati. Se il template Bio manca, inseriscilo tu stesso o, in alternativa, metti l'avviso {{tmp\|Bio}} che ne segnala la mancanza. Se i dati riportati sono sbagliati, correggi direttamente la voce biografica; le modifiche saranno visibili in questa lista entro pochi giorni. Per chiarimenti vedi il progetto antroponimi. La lista contiene solo le 55 persone che sono citate nell'enciclopedia e per le quali è stato implementato correttamente il template Bio. Pagina aggiornata al 17 ott 2024. |

Questa è una lista di persone presenti nell'enciclopedia che hanno il cognome Blake, suddivise per attività principale.

## Allenatori di calcio(2)
- George Blake, allenatore di calcio e calciatore inglese (Portsmouth, n. 1862 - Palermo, † 1912)
- Robbie Blake, allenatore di calcio e ex calciatore inglese (Middlesbrough, n. 1976)

## Ammiragli(1)
- Robert Blake, ammiraglio inglese (Bridgwater, n. 1599 - in navigazione verso Portsmouth, † 1657)

## Artisti(1)
- Peter Blake, artista inglese (Dartford, n. 1932)

## Attori(3)
- Geoffrey Blake, attore statunitense (Baltimora, n. 1962)
- Larry J. Blake, attore statunitense (New York, n. 1914 - Los Angeles, † 1982)
- Paul Blake, attore britannico (Birmingham, n. 1948)

## Attrici(6)
- Amanda Blake, attrice statunitense (Buffalo, n. 1929 - Sacramento, † 1989)
- Julia Blake, attrice britannica (Bristol, n. 1936)
- Madge Blake, attrice statunitense (Kinsley, n. 1899 - Pasadena, † 1969)
- Marsha Stephanie Blake, attrice giamaicana (Giamaica, n. 1974)
- Pamela Blake, attrice statunitense (Oakland, n. 1915 - Las Vegas, † 2009)
- Rachael Blake, attrice australiana (Perth, n. 1971)

## Attrici pornografiche(1)
- Sarah Blake, attrice pornografica statunitense (Terre Haute, n. 1980)

## Calciatori(4)
- Adrian Blake, calciatore inglese (Islington, n. 2005)
- Andre Blake, calciatore giamaicano (May Pen, n. 1990)
- Darcy Blake, ex calciatore gallese (New Tredegar, n. 1988)
- Nathan Blake, ex calciatore gallese (Cardiff, n. 1972)

## Cantanti(2)
- Blind Blake, cantante e chitarrista statunitense (Newport News, n. 1896 - Milwaukee, † 1934)
- James Blake, cantante, musicista e produttore discografico britannico (Londra, n. 1988)

## Cestisti(2)
- Brayon Blake, cestista statunitense (Seattle, n. 1995)
- Steve Blake, ex cestista e allenatore di pallacanestro statunitense (Hollywood, n. 1980)

## Costumiste(1)
- Yvonne Blake, costumista e attrice britannica (Manchester, n. 1940 - Madrid, † 2018)

## Diplomatici(1)
- George Blake, diplomatico e agente segreto britannico (Rotterdam, n. 1922 - Mosca, † 2020)

## Dirigenti sportivi(2)
- Marty Blake, dirigente sportivo statunitense (Paterson, n. 1927 - Atlanta, † 2013)
- Rob Blake, dirigente sportivo e ex hockeista su ghiaccio canadese (Simcoe, n. 1969)

## Disegnatori(1)
- Quentin Blake, disegnatore, illustratore e scrittore britannico (Sidcup, n. 1932)

## Giocatori di football americano(2)
- Jeff Blake, ex giocatore di football americano statunitense (Daytona Beach, n. 1970)
- Philip Blake, giocatore di football americano canadese (Toronto, n. 1985)

## Hockeisti su ghiaccio(1)
- Toe Blake, hockeista su ghiaccio e allenatore di hockey su ghiaccio canadese (Victoria Mines, n. 1912 - Montréal, † 1995)

## Mezzofondisti(1)
- Arthur Blake, mezzofondista e maratoneta statunitense (Boston, n. 1872 - Boston, † 1944)

## Militari(2)
- Alfred Blake, ufficiale e politico britannico (Gosport, n. 1915 - Port Royal, † 2013)
- James F. Blake, militare statunitense (Montgomery, n. 1912 - Montgomery, † 2002)

## Ornitologi(1)
- Emmet Reid Blake, ornitologo statunitense (Abbeville, n. 1908 - Chicago, † 1997)

## Pallanuotisti(1)
- Ernie Blake, pallanuotista britannico (Kingston upon Hull, n. 1912 - Goole, † 2002)

## Pianisti(2)
- Eubie Blake, pianista e compositore statunitense (Baltimora, n. 1883 - Brooklyn, † 1983)
- Ran Blake, pianista e compositore statunitense (Springfield, n. 1935)

## Poeti(1)
- William Blake, poeta, pittore e incisore britannico (Londra, n. 1757 - Londra, † 1827)

## Politici(2)
- Edward Blake, politico canadese (Adelaide Metcalfe, n. 1833 - Toronto, † 1912)
- John Aloysius Blake, politico irlandese (n. 1826 - † 1887)

## Produttori televisivi(1)
- Peter Blake, produttore televisivo, regista e sceneggiatore statunitense

## Rapper(2)
- Buckshot, rapper statunitense (Brooklyn, n. 1974)
- DJ Quik, rapper, beatmaker e produttore discografico statunitense (Compton, n. 1970)

## Sassofonisti(1)
- Seamus Blake, sassofonista e compositore canadese (Londra, n. 1970)

## Scacchisti(2)
- Joseph Henry Blake, scacchista britannico (Farnborough, n. 1859 - Kingston upon Thames, † 1951)
- Percy Francis Blake, scacchista e compositore di scacchi britannico (Manchester, n. 1873 - Grappenhall, † 1936)

## Scrittori(1)
- Michael Blake, scrittore, sceneggiatore e regista statunitense (Fort Bragg, n. 1945 - Tucson, † 2015)

## Tastieristi(1)
- Tim Blake, tastierista, compositore e cantante britannico (Londra, n. 1952)

## Tennisti(1)
- James Blake, ex tennista statunitense (Yonkers, n. 1979)

## Tenori(1)
- Rockwell Blake, tenore statunitense (Plattsburgh, n. 1951)

## Trombettisti(1)
- Ronnie Blake, trombettista statunitense (San Fernando, n. 1972)

## Velocisti(3)
- Ackeem Blake, velocista giamaicano (n. 2002)
- Jerome Blake, velocista canadese (Buff Bay, n. 1995)
- Yohan Blake, velocista giamaicano (Saint James, n. 1989)

## Wrestler(1)
- Jennifer Blake, wrestler canadese (Niagara Falls, n. 1983)